# Saison 14 de New York, unité spéciale
Chronologie
Saison 13 Saison 15
Cet article présente la  quatorzième saison de New York, unité spéciale, ou La Loi et l'Ordre : Crimes sexuels au Québec, (Law and Order: Special Victims Unit) qui est une série télévisée américaine.

## Distribution

### Acteurs principaux
- Mariska Hargitay (VF : Dominique Dumont) : détective Olivia Benson
- Danny Pino (VF : Xavier Fagnon) : inspecteur Nick Amaro
- Kelli Giddish (VF : Anne Dolan) : inspecteur Amanda Rollins
- Richard Belzer (VF : Julien Thomast) : sergent John Munch
- Ice-T (VF : Jean-Paul Pitolin) : détective Odafin Tutuola
- Dann Florek (VF : Serge Feuillard) : capitaine Don Cragen

### Acteurs récurrents

#### Membres de l'Unité spéciale
- Raúl Esparza : substitut du procureur Rafael Barba (épisodes 3, 6, 8, 11, 12, 16, 17, 18, 20, 21 et 24)
- Tamara Tunie : médecin-légiste Melinda Warner (épisodes 1, 7, 10, 23 et 24)
- B.D. Wong : docteur George Huang (épisode 19)
- Karen Tsen Lee : docteur Susan Chung (épisodes 4 et 16)
- Mary B. McCann : déléguée syndicale Didi Denzler (épisode 14)
- Carolyn McCormick : psychologue Elizabeth Olivet (épisode 14)
- Max Baker : technicien scientifique Colin Bennett (épisode 23)

#### Avocats de la défense
- Reg E. Cathey : avocat de la défense Barry Querns (épisodes 1, 2 et 17)
- Jason Cerbone : avocat de la défense Lorenzo Desappio (épisode 1)
- Elizabeth Marvel : avocate de la défense Rita Calhoun (épisodes 3, 8 et 18)
- Steve Rosen : avocat de la défense Michael Guthrie (épisode 3)
- David Pittu : avocat de la défense Linus Tate (épisode 7)
- Laurine Towler : avocate de la défense Melissa Braxton (épisodes 7 et 20)
- Tony Campisi : avocat de la défense Steve Roth (épisode 11)
- Renée Elise Goldsberry : avocate de la défense Martha Marron  (épisode 11)
- Nia Vardalos : avocate de la défense Minonna Efron (épisode 12)
- Andre Braugher : avocat de la défense Bayard Ellis (épisode 13)
- Jeffrey Tambor : avocat de la défense Lester Cohen (épisodes 16 et 21)
- Greg Germann : avocat de la défense Derek Strauss (épisode 17)
- Ned Eisenberg : avocat de la défense Roger Kressler (épisode 18)

#### Juges
- Michael Mastro : juge D. Serani (épisodes 1, 14 et 24)
- Sharon Washington (de) : juge V. Hayes (épisode 2)
- Stephen C. Bradbury : juge Colin McNamara (épisodes 2 et 24)
- Peter McRobbie : juge Walter Bradley (épisode 3)
- Tonye Patano : juge Linda Maskin (épisode 3)
- Ami Brabson : juge Karyn Blake (épisodes 7, 17 et 24)
- Priscilla Lopez : juge Shira Suarez (épisode 7)
- Marissa Matrone : juge Maria Ana DeFeceo (épisodes 8 et 13)
- Aida Turturro : juge Felicia Catano (épisode 11)
- Victoria Rowell : juge Delilah Hawkins (épisode 12)
- Joe Grifasi : juge Hashi Horowitz (épisode 14)
- Jayne Houdyshell : juge Ruth Linden (épisodes 14 et 18)
- Socorro Santiago : juge P. Ortiz (épisodes 16 et 21)
- Sonia Manzano : juge Gloria Pepitone (épisode 17)
- Jenna Stern : juge Elana Barth (épisode 18)

#### Substituts du procureur
- Jessica Phillips : représentante Pippa Cox (épisode 19)

#### Bureau des Affaires Internes
- Michael Potts : détective Cole Draper (épisode 2)
- Robert John Burke : lieutenant Ed Tucker (épisode 15)
- Dean Winters : officier Brian Cassidy (épisodes 1, 2, 17 et 24)

#### FBI
- Frank Deal : agent du FBI O'Connell (épisode 6)

#### NYFD
- Nathaniel Albright : ambulancier Jones (épisode 2)

#### NYPD
- Edelen McWilliams : technicienne scientifique CSU Martin (épisode 1)
- Sue Kim : détective Emily Ling (épisodes 5 et 14)
- Alex Karpovsky : détective Stephen Lomatin (épisode 5)
- Scott William Winters : détective Robert "Doom" Dumas (épisode 17)
- Cathy Moriarty : lieutenant Toni Howard (épisode 22)

#### Entourage de l'Unité spéciale
- Lindsay Pulsipher : Kim Rollins (épisodes 6 et 15)
- Theis Weckesser : Jeff Parker, le petit ami de Kim  (épisodes 6 et 15)
- Alison Fernandez : Zara Amaro (épisodes 1, 10 et 24)
- Andrea Navedo : Cynthia Mancheno (épisodes 17, 19 et 24)
- Jaden Matthew Rodriguez : Gilberto Mancheno (épisodes 17, 19 et 24)

## Production
Le 9 mai 2012, la série est renouvelée pour une quatorzième saison.
La saison comporte 24 épisodes et est diffusée du 26 septembre 2012 au 22 mai 2013 sur NBC.
En France, la série est diffusée du 8 avril 2013 au 26 mai 2014 sur TF1, à intervalle irrégulier.
Tamara Tunie et B.D Wong sont apparus dans plusieurs épisodes de cette saison.
Raul Esparza qui interprète le substitut du procureur Rafael Barba apparait pour la première fois dans la série lors de l'épisode 3 de la saison.
Le cinquième épisode de la saison, marque le 300e épisode de la série.

## Liste des épisodes

### Épisode 1:Une réputation à défendre (1/2)
- États-Unis : 26 septembre 2012 sur NBC
- France : 8 avril 2013 sur TF1

- États-Unis : 7,19 millions de téléspectateurs[3] (première diffusion)

- Adam Baldwin : capitaine Steven Harris
- Pippa Black : Carissa Gibson
- Ron Rifkin : Marvin Exley
- Laura Benanti : Maria Grazie
- Ian Blackman : inspecteur
- Paget Brewster : substitut des Affaires Internes Paula Foster
- Amy Hargreaves : Iris Peterson
- Jason Cerbone : Terrence Quinn
- Mary Ann Hay : Joannie Cassidy
- Peter Jacobson : Bart Ganzel
- Brooke Smith : Delia Wilson
- Reg E. Cathey : Barry Querns
- Tamara Tunie : Docteur Melinda Warner
- Dean Winters : Détective Brian Cassidy
- Raul Esparza : Substitut du Procureur Rafael Barba
- Michael Mastro : Juge Serani

### Épisode 2:Une réputation à défendre (2/2)
- États-Unis : 26 septembre 2012 sur NBC
- France : 8 avril 2013 sur TF1

- États-Unis : 7,19 millions de téléspectateurs[3] (première diffusion)

- Adam Baldwin : capitaine Steven Harris
- Pippa Black : Carissa Gibson
- Paget Brewster : substitut des Affaires Internes Paula Foster
- Omar Evans : Erick
- Peter Jacobson : Bart Ganzel
- Marc John Jefferies : Hasdrubal
- Tiffany Luu : Joy
- Meg McCrossen : Maggie Murphy
- Courtney Reed : officier Alana Gonzalez
- Brooke Smith : Delia Wilson
- Reg E. Cathey : Barry Querns
- Dean Winters : Détective Brian Cassidy
- Stephen Bradbury : Juge Colin McNamara

Nick Amaro menace Brian Cassidy avec un pistolet et lui demande pour qui il travaille, mais ce dernier répond être infiltré dans le business de Bart Ganzel depuis 3 ans et du côté de la police. Pendant ce temps, le proxénète découvre un micro sur un mur de son appartement. Le second inspecteur convainc son employeur de témoigner contre Delia Wilson, mais en échange, il veut l'immunité pour tous les chefs d'accusation. Mais un soir, deux hommes noirs tentent de voler sa voiture et une policière débutante, Alana Gonzalez, tire à bout portant par deux fois sur l'infiltré. Fort heureusement, ses points vitaux n'ont pas été touchés. Nick et Amanda interrogent Alana et lui font croire que Brian Cassidy est mort. La jeune femme révèle alors qu'elle couche avec son supérieur, Ted Koundak, et ce dernier l'a manipulée. 

### Épisode 3:Des mots qui blessent
- États-Unis : 10 octobre 2012 sur NBC
- France : 15 avril 2013 sur TF1

- États-Unis : 6,24 millions de téléspectateurs[5] (première diffusion)

- Roger Bart : Adam Cain
- Rory O'Malley : Craig
- Lucia Spina : Sara Palermo
- Jane Dashow : Holly
- J. Elaine Marcos : Lisa Vaughn
- Hallie Cooper-Novack : Katie
- Anna Chlumsky : Jocelyn Paley
- Romy Rosemont : professeure Kathleen Dobson
- Adam Baldwin : capitaine Steven Harris
- Tonye Patano : Juge Maskin
- Peter McRobbie : Juge Walter Bradley

### Épisode 4:Code-barres
- États-Unis : 17 octobre 2012 sur NBC
- France : 22 avril 2013 sur TF1

- États-Unis : 6,24 millions de téléspectateurs[6] (première diffusion)

- Alon Abutbul : Louis Pappas
- Joey Oglesby : Mickey Pappas
- Doug E. Doug : Wiggins
- Kathryn Erbe : lieutenant Alexandra Eames
- Richard Kind : Jonas Dworkin
- Angela Sarafyan : Anna
- Jack Haley (V) : Reynolds
- Shezi Sardar : John
- Eugeniya Radilova : Sofia
- Jamila Velazquez : Pilar Morenas

Alors que Cragen reprend son poste de capitaine de l'unité spéciale après avoir été blanchi d'un meurtre d'une prostituée, celle-ci est appelée sur la scène d'un accident de voiture particulièrement violent. Une limousine a été percutée par un camion et le chauffard a pris la fuite. Quant aux passagers, un certain Jonas Dworkin et une jeune femme, ils sont toujours vivants. Au moment où elle s'apprête à être hospitalisée, Benson et Rollins remarquent un code-barre imprimé sur son cou. À l'hôpital, interrogé par les enquêteurs, la rescapée, d'origine colombienne, affirme qu'elle s'appelle Pilar Jones et qu'elle était en train de faire l'amour avec l'homme d'affaires qui l'accompagnait. Visiblement terrifiée, elle rejette leur aide pour la protéger et leur certifie que la marque qu'elle porte était une simple blague. De son côté, également alité, ce dernier raconte à Amaro et Fin qu'ils étaient tous les deux consentants d'autant plus qu'elle est majeure. Concernant le code-barre, selon lui, il était trop occupé à la reluquer pour l'apercevoir et s'interroger sur sa provenance... Dès lors, les policiers sont dans une impasse car ils refusent d'expliquer comment ils se sont retrouvés ensemble dans cette voiture mais le conducteur est rapidement appréhendé. Ivre lors du crash, il a préféré fuir plutôt que de les secourir et confie aux inspecteurs le passeport de Pilar, donc une prostituée qu'il aurait récupérée près d'une station de métro, qu'elle lui aurait donné pour ne pas se le faire voler lors d'une passe. Malheureusement, comme le chauffeur, Wiggins, et ses passagers se taisent, et malgré le fait que Benson suspecte un réseau d'esclavage sexuel derrière cette affaire de code-barres, Pilar est libre de sortir de l'hôpital. Ses papiers prouvent qu'elle a 18 ans, qu'elle s'appelle Pilar Morenas et qu'elle est de la Colombie. Intriguée que Wiggins les possède, Benson pense que son maquereau le lui a envoyé pour qu'il puisse obtenir la libération de la jeune fille car ils sont en ordre. Résolue à lui porter secours, Benson tente de la raisonner en lui demandant de ne pas retourner chez son mac mais une autre femme, également marquée au cou, la récupère à bord d'une limousine. Avant de partir, celle-ci, une dénommée Sofia, prévient Benson que c'est impossible de les sauver... Peu de temps après, près d'une berge, une inconnue portant le même tatouage numéroté est découverte morte. Elle a été battue à mort. Son autopsie démontre qu'elle a été violée et massacrée avant de décéder. Surtout, elle était enceinte. 
Première apparition de l'inspecteur Alexandra Eames de la série New York, section criminelle dans cette saison. Après avoir passé 11 ans parmi la section criminelle au côté de son coéquipier Robert Goren, elle a décidé de la quitter lorsqu'il a pris sa retraite. Depuis, elle travaille pour la Sécurité Intérieure afin de lutter contre le terrorisme international. 

### Épisode 5:Les Enfants perdus
- États-Unis : 24 octobre 2012 sur NBC
- France : 29 avril 2013 sur TF1

- États-Unis : 6,77 millions de téléspectateurs[7] (première diffusion)

- Mili Avital : Laurie Colfax
- Liza Colón-Zayas : Delores Rodriguez
- Hamish Linklater : David Morris
- Madison McKinley : Claire
- Luke Fava : Wyatt
- Gordana Rashovich : Mrs. Lomatin
- Tom Sizemore : Lewis Hodda

Après s'être disputé avec son ex Laurie dont il est séparé, un père de famille, un promoteur immobilier nommé David, emmène son petit garçon, Wyatt, à un match de sport. En chemin, dans le métro, David est distrait par un billet de banque qu'un inconnu a fait tomber près de lui. En le ramassant, il se rend compte que ce dernier kidnappe son enfant sous ses yeux mais, en raison de la foule, il les perd de vue. Alors que l'unité spéciale se rend sur place pour récolter les premières informations auprès de David et de son ex, Benson aperçoit une gigantesque fresque sur un mur représentant un autre petit garçon, Hector, qui a disparu depuis 13 ans. Chargée de cette affaire avec Munch, elle n'a jamais pu le retrouver et la police a conclu que son père l'a enlevé pour disparaître de force à l'étranger. Dès lors, contrairement à leur supérieur, et hantés par ce cold case, Benson et son collègue sont convaincus que les deux disparitions sont perpétrées par le même ravisseur qui rôderait dans ce même quartier. Pourtant, l'enquête s'avère être compliquée car les inspecteurs ne possèdent qu'une photo floue du ravisseur, prise par une caméra de surveillance dans le métro, dont le look a été décrit par David. Soupçonné par son ex de le retenir en otage car il réclamait une garde alternée plus longue, celui-ci apprend aux enquêteurs qu'il a déjeuné avec Wyatt dans une boulangerie où travaille sa nouvelle petite copine. Elle leur confirme qu'un homme louche avec des lunettes noires et une casquette les observait sans être vu par son copain et son fils. De plus, le porte-monnaie de Wyatt est retrouvé dans une poubelle devant un magasin où le vendeur leur confie que leur criminel a acheté une teinture pour les cheveux du petit garçon. Une autre caméra de surveillance leur démontre qu'il est désormais blond et que l'inconnu le force à le suivre dans un tunnel... En parcourant tous les dossiers d'enfants disparus remontant à des décennies, l'unité spéciale remarque que seul Hector a été aperçu avec les cheveux blonds par des témoins. Or, il était brun avant d'être kidnappé. Ravagée par sa disparition, sa mère met Benson, à qui elle ne pardonne pas d'avoir abandonné l'enquête sur Hector qui a été bâclée en 1999, sur la piste d'une lettre que lui a envoyée un auxiliaire de police, Stephen Lomatin, à l'occasion de son 13ème anniversaire. Retrouvée dans les archives de la police, cet officier l'encourage à relancer son cas auprès de sa hiérarchie mais, postée à l'attention de Benson par la mère d'Hector qui pensait que l'auteur était un pédophile, elle ne lui est jamais parvenue. Prise de remords et de regrets, Benson est déterminée à retrouver son unique enfant.

### Épisode 6:Une proie facile
- États-Unis : 31 octobre 2012 sur NBC
- France : 27 mai 2013 sur TF1

- États-Unis : 6,05 millions de téléspectateurs[8] (première diffusion)

- Chris Coy : Peter
- Coy DeLuca : Earl Talley
- Neal Matarazzo : Ron Culphers
- Kate Rogal : Katrine Kearns
- Taylor Spreitler : Taylor Culphers
- Lindsay Pulsipher : Kim Rollins
- Frank Deal : Agent du FBI

Lors d'un voyage scolaire à New York organisé par leur école, deux sœurs mineures, Emily et son aînée Taylor, sont accostées par une inconnue, Wendi, qui propose à Taylor de venir s'éclater à une soirée étudiante pour se vider la tête, loin de l'ennui de leur excursion. D'abord réfractaire à emmener Emily avec elle, et après avoir reçu l'adresse de la fête par mail envoyé par Wendi sur son téléphone, Taylor n'a pas d'autre choix que de la garder près d'elle. Une fois arrivées chez les étudiants, alors que Taylor flirte avec des garçons majeurs, Emily la perd de vue et se fait approcher par un jeune homme charmant, Peter, qui la prend sous son aile tout au long de la nuit. De plus, elle y retrouve également Wendi qui lui propose à boire et Peter lui sous-entend qu'elle n'est d'autre que sa sœur. Le lendemain, une camarade de classe de Taylor reçoit une photo d'elle nue avec un étudiant au lit et elle devient aussitôt virale. Alertée par la disparition des Culphers, l'unité spéciale reçoit l'adresse de la party où Rollins et Fin retrouvent Taylor en compagnie d'un majeur dans un lit et ce dernier est aussitôt arrêté pour détournement de mineurs. Désormais consciente qu'Emily est portée disparue, elle vérifie son portable où elle découvre une vidéo prise par Emily où elle filme en secret son enlèvement avant d'être enfermée dans un coffre de voiture. Malheureusement, elle n'a pas réussi à dévoiler le visage de son ravisseur. En inspectant son téléphone, Rollins lève le voile sur un virus qu'elle a reçu par mail, celui de Wendi donc, qui s'avère être un logiciel malveillant permettant à des criminels de pénétrer dans ses données personnelles, que ce soit des photos ou des informations qu'elle a publiées sur tous ses réseaux sociaux. Dès lors, il s'agit d'une façon de séduire une personne en sachant par avance tout de ses loisirs ou de ses passions pour mieux la piéger et la capturer. Culpabilisant de ne pas avoir veillé sur elle, Taylor raconte aux enquêteurs qu'une certaine Wendi l'a invitée à cette fête et qu'elle portait un bracelet particulier à son poignet tandis que son coup d'un soir explique à Fin et Amaro qu'il a vu la disparue avec un quidam plus vieux que lui, le fameux Peter, qu'il connaît peu et qu'il s'est incrusté en ramenant de l'alcool. Grâce à une reconnaissance faciale sur des sites pédopornographiques à partir d'une photo d'Emily, l'unité spéciale est choquée de tomber sur une vidéo en direct où elle est maquillée comme une poupée dans une pièce sans fenêtres où son ravisseur, un pédophile insaisissable qui sévit sur le Darknet pour que la police ne retrouve pas son adresse IP, la retient en otage pour se livrer à des viols devant des spectateurs avides de pédophilie. Leur unique indice est un bracelet similaire à celui de Wendi, décrit par Taylor. Grâce à un hacker spécialisé dans la fermeture de ce genre de sites internet qui pénètre dans l'hébergement de ses vidéos pour mieux connaître le profil de leur pédophile, Cragen et ses hommes réussissent à reconstituer son parcours constitué de plusieurs victimes qui ont été séquestrées de la même façon qu'Emily. Une fois adultes, Peter les relâche et, détruites et paumées, finissent prostituées ou meurent d'overdose. Rusé, il leur fait croire que leur famille ne se préoccupe pas de leur rapt pour qu'elles pensent qu'il est le seul à les aimer et les chérir. L'une d'entre elles, désormais photographe pour une marque de lingerie, transmet en douce le nom de famille de Wendi à Rollins et les enquêteurs se rendent comptent que celle-ci n'est pas la sœur de Peter mais sa première proie qui, une fois majeure, est devenue sa complice et maquerelle qui lui fournit des filles mineures pour qu'il les viole en direct sur le Darknet...

### Épisode 7:L'Amour d'une mère
- États-Unis : 14 novembre 2012 sur NBC
- France : 6 mai 2013 sur TF1

- États-Unis : 5,78 millions de téléspectateurs[9] (première diffusion)

- Scott Bakula : Kent Webster
- Lisa J. Bennett : Josie Leddy
- Rosal Colón : Carmen Silva
- John-Patrick Driscoll : Allen Clyde
- Dina Drew Duva : la maman
- Jessica Hecht : Gillian Webster
- Abby Quinn Jackman : Hannah Webster
- Luke Kirby : Braydon Leddy
- Kelly Kirklyn : l'avocate
- David Pittu : Linus Tate
- Bijou Phillips : Dia Nobile
- Mackenzie Shivers : l'assistante

Dans un parc de New York, Tessa, une petite fille, est enlevée au moment où ses parents adoptifs, Josie et Braydon Leddy, sont distraits par leurs téléphones. L'unité spéciale mène l'enquête et appréhende un délinquant sexuel, mais celui-ci est finalement innocenté, car il aidait simplement l'enfant à descendre du toboggan avant qu'une femme blonde, vêtue d'une robe noire, ne s'en empare. Par ailleurs, celle-ci possède le même sac à main que Josie et la même poussette que les Leddy. Grâce à la photo de la femme en question et la petite offerte par la nourrice de l'enfant, la suspecte est identifiée: Lydia Nobile. Olivia Benson et Nick Amaro se rendent chez elle et l'appréhendent, mais en prison, la jeune femme révèle que Tessa est sa fille biologique et que le père de l'enfant est Kent Webster, le fils du juge Clark Webster, marié à Gillian qui est atteinte d'une tumeur au cerveau et père d'une fille, Hannah. Cependant, l'unité spéciale fait une surprenante découverte: tous les documents des Leddy, excepté l'acte de naissance de Tessa, sont falsifiés, y compris le certificat d'adoption et la convention de mère porteuse, car ils n'ont jamais été enregistrés au tribunal. De plus, l'avocat et cousin par alliance du couple, Wendell Feeney, avant de mourir d'une septicémie, il y a un mois, s'est arrangé pour obtenir leur argent en leur vendant l'enfant et Erin Murphy, son associée, n'a jamais existé, ce qui fait que les Leddy se sont faits avoir. Libérée sous caution, Lydia harcèle la famille de Kent, convaincue que son amant est encore fou d'elle et a l'intention d'élever Tessa avec elle. Mais la jeune femme montre à Amanda Rollins les textos que le père biologique de sa fille lui a envoyée sur un autre téléphone. 

### Épisode 8:Cours très particuliers
- États-Unis : 21 novembre 2012 sur NBC
- France : 13 mai 2013 sur TF1

- États-Unis : 5,20 millions de téléspectateurs[10] (première diffusion)

- Jayce Bartok : Eli Fromson
- Jeremy Bobb : Vincent Moran
- Alvin Epstein : Harold Lassiter
- Brian Faherty : Frank
- Elliott Gould : Walter Tompkins
- Charles Grodin : Brett Forrester
- Buck Henry : Mr. Morton
- Brooke Hoover : Toni
- Mason Pettit : Curt Haskins
- Anthony Rapp : Nathan Forrester
- Tijuana Ricks : la directrice
- Robert Sella : l'ancien étudiant
- Karen Shallo : Rose Matthews
- Marc Webster : Damon
- Frank Wood : Andrew Lennox

Un soir agité, un vieil homme se rend à l'unité spéciale où tous les enquêteurs sont débordés et, déboussolé, il a tout juste le temps d'approcher Amaro qui, stressé, lui propose de s'installer à son bureau pour l'attendre. Perdu face au marasme ambiant, il prend une carte de l'inspecteur et, sans se faire remarquer par les policiers, rentre chez lui où il commet l'irréparable. En effet, le lendemain, appelés sur place, Amaro et Benson le découvrent pendu dans son salon avec une lettre à ses côtés dans laquelle un certain "Curt" lui reproche de l'avoir agressé sexuellement quand il était son élève dans une école prestigieuse, le Manor Hill Academy. Ancien professeur d'anglais à la retraite, pris de remords, Harold Lassiter a signé "Je suis désolé" en haut des reproches écrits de Curt avant de se suicider. Son autopsie démontrera qu'il s'est bien donné la mort et que sa victime ne l'a pas assassinée avant de maquiller son meurtre en suicide. Grâce à un ami de Fin qui a étudié dans cet établissement, les enquêteurs parviennent à identifier Curt et, surpris d'apprendre son décès et désormais en charge d'une association pour victimes d'abus sexuels, celui-ci confirment à Amaro et Benson que, lors des cours de théâtre, Lassiter le tripotait tout en prétextant de le masser pour le déstresser. Effondré depuis des années, sa psychologue l'aurait conseillé d'écrire une lettre amère pour canaliser ses blessures pour affronter ses démons mais il a fait le choix de la lui envoyer pour essayer de le culpabiliser... Surtout, il leur apprend qu'il a détruit sa jeunesse et ses rêves d'adolescence car, comme ses camarades, il a cru en lui comme il était très affectueux et admiré. Désormais, selon lui, il mène une vie misérable à cause des attouchements de Lassiter. Afin de savoir si l'école était au courant de ses penchants pédophiles, le duo d'inspecteurs le convainc de réunir d'anciens élèves lors de l'une de ses réunions pour rescapés d'agressions sexuelles. En écoutant ceux qui ont bien voulu témoigner face à eux, uniquement des hommes traumatisés ou anéantis par leur viol ou autres caresses interdites, Amaro et Benson les entendent en train de dénoncer d'autres professeurs, dont Lassiter, qu'ils accusent de les avoir touchés ou violés. De leur côté, l'ami d'enfance de Fin qui l'a aidé à retrouver Curt lui raconte, ainsi qu'à Rollins, que Lassiter l'a bien massé avant d'aller plus loin mais qu'il s'est défendu contre lui pour le repousser. Surtout, étant boursier quand il était adolescent, il a décidé de se taire pour ne pas perdre sa place dans une académie prestigieuse où les places sont restreintes pour les enfants issus de classe populaire comme lui. Choquée d'apprendre qu'un vaste réseau pédophile scolaire sévit entre les murs de Manor Hill, Benson et son équipe influence Barba pour qu'il lance une procédure judiciaire pour incriminer les professeurs pédophiles.

### Épisode 9:L'Emprise de la nuit
- États-Unis : 5 décembre 2012 sur NBC
- France : 20 mai 2013 sur TF1

- États-Unis : 6,16 millions de téléspectateurs[11] (première diffusion)

- Gbenga Akinnagbe : Père Biobaku
- Patricia Arquette : Jeannie Kerns
- Bridget Barkan : Lisa Everly
- Jason Gedrick : Agent du FBI Cantwell
- Amanda Quaid : Angela Kerns
- Anne Meara : Irene Kerns
- P.J. Brown : Craig Rasmussen

Après avoir perdu son travail de chauffeur de bus et sombré dans l'alcool, un homme, Craig Rasmussen, craque et abat sa belle-mère, sa femme et deux de ses collègues. Muni de plusieurs armes à feu, il entame alors une équipée macabre à travers New York et ses environs, changeant régulièrement de voiture et éliminant toutes les personnes qui ont le malheur de croiser son chemin. Le FBI et la police d’État font appel à l'unité spéciale pour l'arrêter, car la seule personne qui pourrait permettre de le retrouver est Jeannie, une prostituée vieillissante, droguée et alcoolique que Craig fréquente régulièrement depuis 25 ans. Dès lors, une course contre la montre commence pour stopper la folie meurtrière de Rassmussen. En quadrillant la secteur malfamé où Jeannie travaille, l'unité spéciale et le FBI parviennent à l'arrêter au moment où l'un de ses clients la ramène parmi ses collègues. Interrogée, celle-ci refuse de croire que son plus vieux client depuis ses débuts dans la prostitution est un tueur de masse devenu incontrôlable. De plus, elle leur raconte également que Rassmussen l'a récupérée avec une voiture qu'elle ne connaissait pas et qu'il l'a ramenée dans un motel connu pour les passes. Fauché, il n'a obtenu qu'une masturbation de la part de Jeannie qui, humiliée, l'a aussitôt abandonné pour revenir sur son trottoir habituel. Après son départ, Rassmussen a abattu ses voisins de chambre et une autre prostituée qui était avec eux avant de récupérer leur argent et fuir à bord d'un nouveau véhicule.... Dès lors, l'unité spéciale et le FBI, supervisé par l'agent Caltwell, sont certains qu'il va revenir vers elle pour obtenir une faveur sexuelle qu'il pourra enfin mieux payer. 

### Épisode 10:Péché de faiblesse
- États-Unis : 2 janvier 2013 sur NBC
- France : 3 juin 2013 sur TF1

- États-Unis : 7,73 millions de téléspectateurs[12] (première diffusion)

- Victor Cruz : Adam Benitez
- Jon Freda : le défenseur public
- Nathan Lee Graham : substitut du procureur Franklin
- Lisa Gay Hamilton : Teresa Randall
- Jaden Harmon : Dante Randall
- Erik LaRay Harvey : Sam Randall
- René Ifrah : officier Bracken
- Gizel Jimenez : Angelica Rodriguez
- Melissa Marsala : Margarita Santiago
- Denis O'Hare : Père Chris Shea
- Rene Ojeda : le vieil homme latino
- Nicolette Pierini : Sofia Santiago
- Tony Plana : Monseigneur Menendez
- Daniel Raymont : l'entrepreneur des pompes funèbres
- Theo Rossi : Enrique Rodriguez

Quelques jours avant Noël, alors que les enquêteurs de l'unité spéciale fêtent entre collègues au poste de police ou en famille, un prêtre, le Père Chris Shea, offre des cadeaux à des enfants démunis en ville. Puis il est passé à tabac par deux inconnus près de sa voiture au moment où une petite fille, Sofia, lui offrait une carte de vœu à l'intérieur du véhicule. Obéissant à l'homme de l'église, elle s'est enfuie tandis qu'un autre homme est venu le sauver et parvient à faire fuir les agresseurs. Blessé et inconscient, Shea est hospitalisé. À la suite d'un malentendu, son défenseur est pris pour le coupable, clame qu'il lui a sauvé la vie et prétend que son beau-frère est flic mais, refusant de le croire, un policier l'arrête aussitôt. Aussitôt interpellé par son ex Teresa qui débarque au commissariat pour l'avertir de l'arrestation de son frère Sam, refusant de croire qu'il a changé comme elle prétend, Fin décide de s'occuper de son cas. Actuellement en liberté conditionnelle fraîchement débarqué, il risque de retourner en prison immédiatement. Proclamant son innocence, il lui la réitère et lui annonce qu'il a vu une petite fille fuir la scène du crime où une caméra de surveillance l'a bien filmée rejoindre Shea dans sa voiture ainsi que Sam en train d'accourir vers sa voiture. Innocenté, il peut sortir de prison mais le remplaçant de Barba, un substitut du procureur qui remplace Barba en congé, s'oppose à sa libération car il a enfreint sa conditionnelle. En effet, il aurait dû appeler la police pour porter secours au Père et non s'interposer entre lui et ses bourreaux. De plus, Amaro retrouve le cadeau de Sofia dans sa voiture et, réveillé, celui-ci affirme aux enquêteurs que Sam ne lui a rien fait. Selon lui, Sofia est venue le rejoindre car elle a oublié de lui faire don de son présent. Ravi, il lui a fait un câlin pour la remercier chaleureusement. En outre, influencé par son sens du pardon, il ne porte pas plainte contre ses assaillants. Mais le nouveau substitut les soupçonne de lui avoir mis la pression pour libérer le proche de Fin et, au grand détriment du fils de Sam et de sa sœur, obtient son incarcération. Agacé, Fin s'acharne à l'annuler coûte que coûte pour qu'il passe Noël avec sa famille.

### Épisode 11:Coupable idéale
- États-Unis : 9 janvier 2013 sur NBC
- France : 30 septembre 2013 sur TF1

- États-Unis : 8,42 millions de téléspectateurs[13] (première diffusion)

- Craig "muMs" Grant : Eddie Baker
- Enver Gjokaj : Michael Provo
- Jane Kaczmarek : procureure Pam James
- Yvonne Zima : Jesse Sturgis

Un soir, dans le comté de Suffolk, une jeune mère de famille, Jesse, s'apprête à rendre visite à son ex-copain violent, Tommy, chez lui mais, en arrivant, elle le découvre mort, une balle dans la poitrine. Quelques minutes avant, des voisins ont appelé la police pour les avertir qu'un couple se dispute violemment près de chez eux. A leur arrivée, alors que Jesse clame son innocence, elle l'arrête aussitôt. Chargée de l'affaire, la procureure Pam Janes est pressée de la boucler en condamnant rapidement Jesse Sturgis pour meurtre sans préméditation. Mais son cas est également examiné par l'unité spéciale car il s'avère qu'elle a subi un viol quelques semaines avant la mort de Tommy. En sortie avec des amies dans un bar, elle s'est enivrée puis, seule, elle a appelé son amant, un proche de Tommy, un ancien policier devenu détective privé. Selon elle, au moment où Michael Provo l'a raccompagnait chez elle, ils ont commencé à faire l'amour puis sa femme lui a passé un coup de fil en plein acte sexuel. Découvrant qu'il est marié et également père, elle l'a supplié d'arrêter mais il l'a violée, tabassée et jetée de la voiture tout en la menaçant de la tuer si elle raconte son viol à son copain qui l'a maltraitait. Dès lors, pendant que Jesse est emprisonnée et son enfant placé dans une famille d'accueil en attendant son jugement pour le meurtre de Tommy, James et Barba vont se battre pour respectivement la condamner et prouver qu'elle a été violée. En fait, convaincue que Jesse n'a pas tuée son ancien conjoint, Benson, Barba et leurs hommes vont tenter de relier le viol de Jesse et le décès de Tommy en enquêtant sur Michael Provo, qu'il soupçonne de l'avoir abattu pour accuser Jesse afin qu'elle ne porte pas plainte contre lui pour viol. A l'hôpital, interrogée par Benson et Amaro, faisant semblant d'être confuse, elle avait d'abord accuser un Noir de l'avoir contrainte de monter dans sa voiture avec un pistolet mais leur entretien a été avorté par l'interruption de Tommy. Peu de temps après, après avoir renoncé à porter plainte, et convaincue qu'elle a bien été agressée sexuellement car elle lui a demandé d'arrêter de la pénétrer, elle leur a désigné son violeur : il s'agit bien de Provo. 

### Épisode 12:Un homme peut en cacher un autre
- États-Unis : 30 janvier 2013 sur NBC
- France : 7 octobre 2013 sur TF1

- États-Unis : 6,42 millions de téléspectateurs[14] (première diffusion)

- Jenny Bacon : Laurel Dunlevy
- Annika Boras : Melissa Murphy
- Tationna Bosier : Ingrid
- Max Carpenter : Jeremy Jones
- Greg Connolly : Todd Wyman
- Anne-Marie Cusson : la contremaître du jury
- Paul Fitzgerald : Charles Murphy
- Fred Norris : Leon
- Connor Priest : Hunter Murphy
- Andres Quintero : Mason Clark
- James Lloyd Reynolds : Ethan Jackson
- Wass Stevens : Curren
- Jeff Talbott : Curtis Armstrong

### Épisode 13:Abus de faiblesse
- États-Unis : 6 février 2013 sur NBC
- France : 11 novembre 2013 sur TF1

- États-Unis : 5,23 millions de téléspectateurs[15] (première diffusion)

- Edward Asner : Le Coach Martin Schultz
- Alok Tewari : Conseiller Amin
- Eve Plumb : Angela Brooks
- Daria Hardeman : Kassandra Smith
- Helen Anker : Vera
- Tyler Dean Flores : Pablo
- Rick Zahn : Hal Harper
- Peter Scanavino : Johnny Dubcek
- Elaine Hyman : Madame Dubcek
- Chris Sullivan : Mr. Galtin
- Andrew M. Chamberlain : Eddy Galtin
- Andrew Harvey : Ryan
- Mike Tyson : Reggie Rhodes
- Jack Dimich : Alexei Belyakov
- Andre Braugher : L'Avocat de la défense Bayard Ellis
- Enid Graham : Substitut du Procureur Marnie Lathrop
- Carmen Roman : Juge Nancy Rosano
- Marissa Matrone : Juge Maria Ane DeFeceo

Professeur de gymnastique d'origine russe pour jeunes garçons à qui il donne des cours particuliers, Alexei Belyakov est violemment poignardé au postérieur par un individu sur le parking de la salle de sport. Hospitalisé, Belyakov révèle à Benson et Amaro qu'il est un homme à femmes et qu'il a couché avec la mère de l'un de ses élèves dont le mari, pour se venger, l'a accusé d'agression sexuelle sur leur enfant. De plus, après avoir renvoyé un garçonnet finalement peu doué, son père a violemment agressé Belyakov et son fils confie aux enquêteurs que l'enseignant ne l'a jamais tripoté. Victime de rumeurs pédophiles, son parent explique que le concierge, un certain Johnny Dubcek, lui a raconté que Belyakov aimait beaucoup les minots et qu'il les attaquait sexuellement... Or, tous les écoliers sous sa responsabilité nient les faits et le présentent comme un instit sévère mais pas du tout prédateur sexuel. Trahi par ses empreintes sur le pic à glace et des traces de sang de Belyakov sur ses habits, fraîchement sorti de prison où il a été enfermé pour plusieurs délits, Dubcek confirme que c'est bien lui qui l'a mutilé car, selon lui, Belyakov a des penchants déviants envers les mineurs et qu'il filme ses viols à l'aide d'une caméra. En inspectant le contenu vidéo, l'unité spéciale comprend que Belyakov est bien innocent et qu'il a pris la décision d'enregistrer tous ses cours pour faire taire les ragots sur ses envies pédophiles. Finalement arrêté pour tentative de meurtre, lors de son transfert vers Rikers, Dubcek se jette sur son voisin pour l'étrangler avant d'être intercepté. En apprenant ce coup de folie, les inspecteurs apprennent qu'il a voulu le tuer car il était menotté à un violeur d'enfants... Abandonnée par ce dernier aussitôt incarcéré pour son comportement violent, sa mère malade confesse à l'unité spéciale qu'il a une vie chaotique depuis son adolescence car il a été violé dans un camp de vacances par son coach, Martin Schultz, qu'il a rencontré dans une maison de quartier. Interrogé, désormais âgé, celui-ci explique aux enquêteurs que beaucoup de jeunes garçons marqués par l'absence de leur père, comme Johnny, l'ont vu comme une figure paternelle et qu'il a accepté de l'incarner pour les consoler. D'après lui, en aucun cas, il ne les a touchés ou violés. Persuadée qu'il est un sociopathe qui a passé son temps à l'analyser lors de leur rencontre, Benson convainc Cragen qu'il est dangereux et qu'il faut trouver d'autres victimes comme Dubcek pour l'emprisonner avant qu'il ne repasse à l'acte. Malheureusement, toutes ses proies sont devenues des criminels détruits par leur viol et elles sont toutes en prison... Puis elles n'auront sans doute pas envie de s'humilier en leur racontant leur agression sexuelle par peur de ne plus être considérés comme des hommes... L'un d'entre eux est un condamné à mort, Reggie Rhodes, et il n'a plus que quelques jours avant d'être exécuté. 

### Épisode 14:La Preuve par cinq
- États-Unis : 13 février 2013 sur NBC
- France : 18 novembre 2013 sur TF1

- États-Unis : 6,35 millions de téléspectateurs[16] (première diffusion)

- Marcia Gay Harden : agent du FBI Dana Lewis
- Jay Karnes : Noah Bunning
- Roscoe Orman : Jerome Howard
- Harold Perrineau : Brian Traymor

Suspecté d'être un violeur et tueur en série insaisissable dans les années 1980 jusqu'à un accident de voiture qui l'a rendu paraplégique à vie, Brian Traymor a purgé ces-jours ci une peine de trois mois pour possession de cocaïne à Miami. Entre-temps, depuis l'inculpation du pédophile Lewis Hodda qui a permis de clôturer plusieurs affaires non classées, Munch a travaillé quelques mois dans les archives du Bureau consacré aux meurtres non résolus. Grâce l' arrestation de Traymor, la Banque d'ADN a permis de détecter son ADN sur deux cadavres sur cinq de femmes violées et tuées dans plusieurs villes dont le coupable n'a jamais été retrouvé. Pourtant, il opère de la même façon en ligotant ses proies, les violant, les étouffant avec des gants en latex avant de les étrangler. Dès lors, Traymor est sur le point d'être arrêté pour viols et meurtres au moment de sa libération de prison à Miama. Cependant, alors qu'ils procèdent à son rapatriement à New York pour être interrogé, Amaro et Benson sont étonnés de voir l'agent du FBI Dana Lewis, une vieille connaissance de Benson, les devancer pour le ramener à New York. En effet, le FBI est également sur son dos en enquêtant sur ces cold case mais elle accepte de collaborer avec l'unité spéciale pour pouvoir coincer Traymor. Travaillant à l'époque pour le responsable équipement pour une équipe de basket à la fin des années 80, Traymor a pu profiter de la fascination de ses victimes pour les sportifs qu'il côtoyait pour les draguer, les violer et les tuer. De ville en ville, à chaque fois qu'un tournoi s'y jouait, il passait à l'acte. Alors qu'il nie connaître ses cinq victimes, Traymor finit par en avouer quatre tout en se vantant mais certifie à Benson et Amaro qu'il n'a jamais connu  et fait du mal Kira, la dernière femme morte. Déterminée à le faire avouer, Lewis souffle à Cragen qu'il n'ose pas confesser son viol et meurtre car elle était enceinte et elle obtient le droit de le questionner à son tour sur Kira. Finalement, manipulé par la profileuse, seul avec elle, il craque puis déclare l'avoir violée et étranglée.

### Épisode 15:Légitime défiance
- États-Unis : 20 février 2013 sur NBC
- France : 25 novembre 2013 sur TF1

- États-Unis : 5,61 millions de téléspectateurs[17] (première diffusion)

- Lindsay Pulsipher : Kim Rollins
- Theis Weckesser : Jeff Parker
- Perez Hilton : Perez Hilton
- Gabrielle Ruiz : Tina
- Joel Brady : Officier Nolan
- Joe Grifasi : Hashi Horowitz
- Carolyn McCormick : Docteur Elizabeth Olivet
- Mary B. McCann : déléguée Didi Denzler
- Isiah Whitlock Jr. : capitaine Reece
- Robert John Burke : Sergent Ed Tucker
- Jayne Houdyshell : Juge Ruth Linden
- Michael Mastro : Juge Serani

Après une séance de tir d'entraînement avec ses collègues où elle se distingue d'eux par sa précision et sa dextérité, Amanda Rollins rentre chez elle et a la surprise de retrouver sa sœur cadette, Kim, qui lui apprend qu'elle a mis fin à sa relation avec Jeff Parker, son ex-petit ami violent qui l'a frappée, et est enceinte de ce dernier. L'inspectrice demande ensuite une mesure d'éloignement à une juge à l'encontre du jeune homme, mais un soir, elle est obligée de l'abattre par légitime défense, car Jeff agressait physiquement sa sœur et pointait une arme sur elle. Plus tard, après avoir été interrogées par les Affaires internes, les deux femmes se mettent d'accord sur le fait que l'ex-compagnon de Kim était violent. Cependant, la cadette révèle au sergent Ed Tucker qu'elle a contracté une assurance-vie pour toucher de l'argent sur la mort de Jeff, si cela s'avère être un accident et non un assassinat, dans lequel elle a ajouté sa signature et celle de son aînée. En apprenant la nouvelle, Amanda est choquée et fait comprendre à sa sœur qu'elle risque de perdre son travail. 

### Épisode 16:Compte sur moi...
- États-Unis : 27 février 2013 sur NBC
- France : 2 décembre 2013 sur TF1

- États-Unis : 5,44 millions de téléspectateurs[18] (première diffusion)

- Gamze Ceylan : Jen Blanken
- Joseph A. Halsey : un patrouilleur
- Perez Hilton : lui-même
- Eugene Jones (III) : Caleb Bryant
- LaNeah "Starshell" Menzies : Joi
- Dave Navarro : Ferrari
- Tiffany Robinson : Micha Green
- Saul Rubinek : Mr. Price
- Socorro Santiago : Juge Ortiz
- Sue Simmons : Sue Simmons
- Lisa Tharps : Clara
- Charles Malik Whitfield : John "Brass" Blaken
- Wendy Williams : elle-même
- Madison Elizabeth Zamor : Micha Green, à 9 ans

Repérée dès l'âge de 9 ans pour sa chanson Count on me, Micha Green devient, 10 ans plus tard, une grande star de la musique depuis qu'elle est en couple avec un célèbre chanteur de hip-hop, Caleb Bryant. Cependant, ce dernier l'oblige à lui faire une fellation et la frappe, juste parce qu'elle n'a fait que plaisanter et répliquer à son agression. Après avoir été prise en photos et subi des prélèvements, elle accepte de porter plainte contre son compagnon pour tentative d'agression sexuelle au premier degré, d'agression au second degré et de strangulation au premier degré, puis le jeune homme est appréhendé par Nick Amaro et Fin Tutuola. Au tribunal, la juge Ortiz accepte la demande du substitut du procureur, Rafaël Barba: une mesure d'éloignement qui empêche le suspect de s'approcher de sa compagne à moins d'un kilomètre. Hélas, la jeune chanteuse refuse qu'il y ait un procès et finit par se rétracter. Néanmoins, le chanteur de hip-hop fait des excuses publiques à sa compagne à la télévision et lui offre une bague en guise de pardon, sauf qu'il ne respecte pas la mesure d'éloignement du juge et est de nouveau arrêté. 

### Épisode 17:La Ligne jaune
- États-Unis : 20 mars 2013 sur NBC
- France : 9 décembre 2013 sur TF1

- États-Unis : 5,51 millions de téléspectateurs[19] (première diffusion)

- Roy Jackson : Roberto Chavez
- Tara Martell : Brienna
- Robyn Rikoon : Heather Riggs
- Kenny Schwartz : Conseiller Richard Lucas
- Natalie Thomas : Angela
- John Ventimiglia : Bobby Navarro

Alors que l'officier de police Brian Cassidy répète son audition avec le substitut Barba à l'occasion du procès du proxénète Bart Ganzel, pour qui il a travaillé en tant que garde du corps, Amaro est approché par une jeune femme, Heather, qui lui raconte qu'elle a été violée par un policier dont elle a reconnu le visage sur la une d'un journal : il s'agit de Cassidy. Intrigués par son accusation, soupçonnant Ganzel de l'avoir payée pour entacher Cassidy, Amaro et Munch décident de se rendre chez lui pour qu'il leur donne sa version. Gêné par leur arrivée à son domicile, ce dernier tente de leur fermer la porte au nez mais les deux inspecteurs sont surpris de voir Benson en petite tenue chez lui... Le lendemain, interrogé au poste de police, Amaro lui explique que la prétendue victime est une ancienne esclave sexuelle qui l'accuse de l'avoir violée lorsqu'il était sous couverture. Après l'avoir reconnue sur une photo, Cassidy lui réplique qu'il avait infiltré la maison close de son maquereau français, Laroche, qui l'aurait poussé à la violer dans sa chambre mais, selon lui, il ne l'a pas touchée. Furieux, Cassidy s'en va sous les yeux de Benson qui apprend dès lors que son amant, et ancien collègue, est suspecté d'agression sexuelle. Dès lors, les Affaires Internes s'emparent de cette affaire tandis que l'unité spéciale décide tout de même d'enquêter en douce sur Heather sans l'interroger, interdiction imposée par la hiérarchie. Professeure de pole-dance, celle-ci s'avère être proche du directeur de l'école, Bobby Navarro, où elle enseigne. Agressif avec Fin et Rollins, il leur sous-entend qu'elle est irréprochable au travail mais des photos intimes publiées sur Facebook démontrent qu'ils sont très proches. Petit délinquant, il a été déjà arrêté pour fraude notamment et il est réputé pour être un flambeur qui croule sous les dettes de jeu. Surtout, son casier judiciaire démontre qu'il utilisait de faux noms pour des chèques en bois et l'un d'entre eux figure sur le registre des visites rendues à... Bart Ganzel. Persuadée qu'il a été acheté par le proxénète pour piéger Cassidy, Benson se rend avec Amaro dans le bureau de Barba qui connaît déjà le lien entre les deux criminels. Démis de l'affaire par les Affaires Internes, il la suit de près et avertit Benson que, malgré leur probable pacte financier pour détruire la réputation de Cassidy, l'officier est toujours accusé de viol. En effet, Heather a décrit une cicatrice située près de son sexe, dont seule Benson avait connaissance, puis Laroche et une autre ancienne esclave sexuelle l'ont vu l'entrainer dans la chambre en question. Désormais au courant de la liaison de Benson avec lui, Barba demande à Amaro si le témoignage de la victime est crédible et il lui affirme qu'elle l'était. Il y aura donc un procès pour agression sexuelle et Cassidy est défendu par l'avocat Barry Querns face au substitut de Westchester, Derek Strauss.

### Épisode 18:À un détail près
- États-Unis : 27 mars 2013 sur NBC
- France : 16 décembre 2013 sur TF1

- États-Unis : 6,61 millions de téléspectateurs[20] (première diffusion)

- Reathel Bean : Fritz Showalter
- Lauren Cohan : Avery Jordan
- David Marciano : Richard « Ricky » Purcell
- Elizabeth Marvel : Avocate de la défense Rita Calhoun
- Robert Bogue : Jason Hollis
- Jayne Houdyshell : Juge Ruth Linden
- Jenna Stern : Juge Elena Barth

Avery Jordan, une journaliste sportif à l'avenir prometteur, rencontre Olivia Benson et lui révèle avoir été violée, il y a 6 semaines. En rentrant à son appartement, elle découvre une enveloppe qui contient des photos d'elle et de son amant, Jason Hollis, avec un message de son agresseur qui lui dit la surveiller. L'unité spéciale interroge un des suspects: Richard Purcell, alias «Ricky», le caméraman qui l'accompagne lors de ses déplacements. Selon lui, le rapport sexuel était consenti et il révèle également la liaison entre la jeune femme et Jason Hollis. Les deux spermes trouvés sur les draps de la journaliste correspondent à son violeur et son amant. Il est ensuite appréhendé pour harcèlement et viol. Plus tard, la journaliste découvre qu'elle est enceinte de son violeur. Pendant le procès, Richard discrédite l'amant de son accusatrice, l'inspectrice Benson et la seconde. Il est reconnu coupable de harcèlement, mais pas de viol et est donc relâché. 

### Épisode 19:Petite terreur
- États-Unis : 3 avril 2013 sur NBC
- France : 28 avril 2014 sur TF1

- États-Unis : 6,34 millions de téléspectateurs[21] (première diffusion)

- Ethan Cutkosky : Henry Mesner
- Hope Davis : Viola Mesner
- Brooke Liddell : Ruby Mesner
- Caleb McLaughlin : Sam
- Larisa Polonsky : Inna Janovic

Alors qu'Amaro évoque son métier de policier à la classe de son fils Gilberto, qui ignore pour l'instant qu'il est son père, ce dernier est appelé par Benson pour prendre en charge une affaire de maltraitance. En effet, en inspectant le corps d'une petite fille de 10 ans qui se plaignait d'avoir mal, l'infirmière d'une école primaire est choquée de découvrir une énorme bosse sur sa tête ainsi que des ecchymoses sur son ventre. De plus, elle a la côte brisée. Interrogée par Benson, placée à la Protection de l'enfance, la jeune Ruby Mesner affirme qu'elle s'est blessée après avoir été violemment poussée par un «monstre» dans les escaliers de son immeuble. De son côté, peu inquiète, sa mère Viola raconte à Amaro que leur nounou, Irina, est la dernière à l'avoir vue car elle a emmené son grand frère, Henry, à l'école tout en lui précisant que Ruby allait bien avant qu'elle ne parte. Immédiatement questionnée par Fin et Rollins pendant qu'elle s'occupe d'un bébé d'une autre famille vivant également dans la même résidence, Irina leur explique qu'elle était dans la buanderie au moment où elle a entendu l'enfant tomber dans les marches. Considérant qu'elle n'était pas gravement blessée, elle a préféré ne pas alerter Viola qui prenait sa douche au moment de sa chute... Quant à Henry, un adolescent taciturne, il débite aux enquêteurs qu'il ignorait tout de son accident car il était en train de manger à table... Tout compte fait, l'unité spéciale déduit qu'Irina semble être la plus proche des enfants des Mesner qui s'avèrent être très occupés par leur métier respectif. Pourtant, en parcourant le dossier médical de Ruby, les inspecteurs remarquent qu'elle subit des maltraitances car elle a été hospitalisée plusieurs fois pour d'autres blessures plus ou moins graves. Réinterrogé, Henry confie à Amaro et Benson que le "monstre" en question que désigne sa petite sœur n'est d'autre que leur baby-sitter Irina qui les déteste au point de devenir violente avec Ruby. Cependant, Irina est défendue par ses autres employeurs qui considèrent qu'elle n'a jamais fait de mal à leurs progénitures tandis qu'un ami de Henry, Toby, révèle à Fin qu'il ne peut pas la supporter. En fouillant la chambre de l'ado, Amaro met la main sur deux étranges boîtes qui contiennent des allumettes sectionnées et leurs embouts découpés. Au commissariat, menacée d'expulsion car sa situation est illégale, Irina informe Fin et Rollins que Ruby surnomme son aînée le "monstre" car il l'exècre, ce que confirment Henry et Viola aux policiers. Défendu par sa mère et son père qui minimisent sa haine envers sa cadette, qui l'a donc poussé à la faire basculer dans les escaliers tout en considérant qu'il s'agissait d'un jeu "expérimental" pour voir si elle allait survivre ou non, son comportement n'alerte ni ses parents ni la conseillère principale de son école primaire qui atténuent tous sa violence qui s'extériorise de plus en plus. De plus, par peur qu'il ne soit étiqueté à son jeune âge, les Mesner refusent catégoriquement qu'il soit évalué par un psychiatre et ils ont pris le choix de traiter son agressivité par des médicaments avec l'accord de la conseillère et de leur médecin. Un traitement qu'il a arrêté car, selon Viola et Rom, ils l'assommaient au point de le rendre méconnaissable... Dès lors, son cas divise l'unité spéciale et la représentante de l'enfance Pippa Cox qui, peu convaincue qu'il ne mette la vie de sa sœur en danger, prend la décision de continuer à le laisser vivre avec sa famille au lieu de le placer dans un centre pour mineurs. Déterminés à le séparer de Ruby, les détectives essayent de convaincre les Mesner qu'il ne sera pas poursuivi judiciairement s'ils acceptent qu'il parle à un thérapeute mais, paniqués de le perdre, ils rejettent leur offre. Pour eux, effrayés à l'idée qu'un spécialiste leur annonce que leur fils est dangereux et mentalement atteint, ils sont les seuls à pouvoir lui parler et, pensant qu'il exprima sa jalousie envers Ruby par sa méchanceté, à le guérir de sa déviance en lui faisant part de leur amour à son égard tout en étant certains qu'il a compris qu'il doit bien se comporter avec sa sœur. En outre, étant une mère irréprochable comme son époux, Viola leur promet qu'elle ne laissera plus jamais seul Henry avec Ruby...

### Épisode 20:Entre les murs
- États-Unis : 24 avril 2013 sur NBC
- France : 5 mai 2014 sur TF1

- États-Unis : 7,35 millions de téléspectateurs[22] (première diffusion)

- Robert Clohessy : Leo Barth
- Carrie Coon : Conseillère Talia Blaine
- Colby Minifie : Lindsay Bennett
- Christina Haag : Dean Meyerson
- Lenny Platt : Travis Holmes
- Ryan McGinnis : Joe Dawson
- Linda Emond : Dr. Emily Sopher
- Maryann Plunkett : Eileen Bennett
- Skyler Day : Renee Clark

Lindsey Bennett, une étudiante fraîchement arrivée à l'université, a été violée par trois jeunes hommes: Travis Holmes, Wesley Grimes et Carter Pressmann, pendant une soirée à la fraternité, le Philiatau Omega. Elle essaie ensuite de se suicider, mais Joe, un autre étudiant, l'en empêche in extremis. Lorsque l'unité spéciale enquête sur cette affaire, les quatre inspecteurs découvrent que Lindsey n'est pas la seule fille à avoir été violée par ces trois garçons. En effet, Renee Clark, une autre étudiante, a également été victime de viol, mais a été internée de force par l'agent de sécurité du campus, Leo Barth et la doyenne de l'établissement, Dean Meyerson, dans un service psychiatrique. Seule la conseillère du campus, Talia Blaine, semble montrer de l'empathie et faire preuve d'humanité. Plus tard, les quatre policiers donnent un séminaire sur le non-consentement d'un viol aux étudiants du campus. Cela semble avoir un impact, car une autre étudiante et Renee témoignent devant le Grand Jury, tout comme la conseillère et la doyenne qui, pour sa part, a menti.

### Épisode 21:La Fosse aux lions
- États-Unis : 1er mai 2013 sur NBC
- France : 12 mai 2014 sur TF1

- États-Unis : 5,72 millions de téléspectateurs[23] (première diffusion)

- Eion Bailey : Frank Patterson
- Kam Dabrowski : Louis Priatti
- Alex Dunbar : Tony Diaz
- Andrew Halliday : Mr. Shaw
- David H. Holmes : Keith Loretti
- Susan Hoyt : Mrs. Yardley
- Lola Kirke : Gabby Shaw
- Patrick Murney : Ralph Priatti
- Jeff O'Donnell : Jake Swenders
- Parker Pogue : Alec Peters
- Adam Ross Ratcliffe : C.O. Dalton
- Alexandra Socha : Britt Yardley
- Robin Lord Taylor : Dylan Fuller

Lors d'un concert de rock avec ses amis Brit et Jake dans une petite salle comble, une lycéenne, Gabby, profite de la soirée jusqu'à ce que quelqu'un lui arrache le t-shirt et la pousse dans la foule surexcitée. Sans défense, traînée au sol par plusieurs spectateurs, elle est violée par des inconnus. Arrivée sur place, pendant que Gabby est hospitalisée, l'unité spéciale interroge Brit et Jake qui expliquent aux enquêteurs que tout s'est passé très vite et qu'ils l'ont vue s'éloigner malgré elle car un pogo l'a entraînée loin d'eux. De plus, il n'y a aucun témoin en raison du monde qui a préféré profiter de la musique plutôt que de séparer les agresseurs de Gabby et, pris de panique, certains jeunes hommes se sont enfuit de la scène du crime avant que la police les empêche de disparaître dans la nature. Vétéran de la guerre d'Irak, chargé de la sécurité du show musical, Frank Patterson narre aux enquêteurs qu'au moment où il a réalisé ce qui arrivait à la jeune fille, il est arrivé bien trop tard pour la secourir rapidement. Malgré les nombreuses griffures retrouvées sur son corps, il n'y a aucune trace de sperme en elle pour retrouver tout de suite ses bourreaux. Comme le théorise le substitut Barba aux inspecteurs, il faudra des mois pour analyser les nombreuses contusions mélangées sur Gabby pour les identifier. En outre, en l'absence de témoignages ou d'indices concrets, à cause d'un matériel vidéo de surveillance trop confus, leur affaire s'avère compliquée car il s'agit d'un gang-bang qui s'est déroulé parmi une foule déchaînée et personne n'a rien vu ou presque. Ses amis Jake et Brit mettent les enquêteurs sur la piste de plusieurs spectateurs qu'ils ne connaissent pas, dont ils vu des tatouages bien précis ou une coupe de coiffure particulière, qui ont tenté d'approcher Gabby. Interceptés après avoir pris la fuite lorsque la police est venue le soir de son viol, ces derniers nient les faits ou se vantent d'avoir abusé d'elle car, selon eux, elle les a allumés en exhibant ses seins nus. Toujours hospitalisée, entourée de son père, Gabby parvient à les reconnaître en faisant défiler plusieurs photos de l'unité spéciale et reconnaît aussi le videur, Frank, qui était sur elle tout en la fixant des yeux. Alors qu'il essayait de prendre la fuite en voyant Amaro et Rollins s'approcher de lui, il est finalement menotté et emmené au commissariat où Amaro se rend compte qu'il est fragile psychologiquement car il a une peur bleue d'être enfermé. Surtout, ses souvenirs sont vagues et Rollins en profite pour lui faire dire qu'il a violé Gabby. Quasi amnésique, ce dernier la croit et passe aux aveux. Lors d'un tapissage, Gabby le désigne lui et les autres suspects comme ses agresseurs. Toujours traumatisée, consolée par Benson qui lui promet qu'elle s'en remettra un jour, Gabby retourne auprès de son père.

### Épisode 22:Blessures du passé
- États-Unis : 8 mai 2013 sur NBC
- France : 12 mai 2014 sur TF1

- États-Unis : 6,91 millions de téléspectateurs[24] (première diffusion)

- Kathryn Erbe : lieutenant Alexandra Eames
- 2 Chainz : Calvin "Pearly" Jones
- La La Anthony : Ana Tejada
- Jessica Camacho : Gloria Montero
- Harry Chambarry : Docteur
- Colin Crest : Tom Hamill
- Coy DeLuca : Earl Talley
- Karl Kenzler : Sam Hamill
- Fredric Lehne : le gardien Jones d'Attica
- Jennifer Lim : Mrs. Chang
- Emilio Rivera : Benito Escobar
- Yul Vazquez : Luis Montero
- Noelle P. Wilson : Giselle Hamill
- Cathy Moriarty : Lieutenant Toni Howard

Après avoir démantelé un important réseau de prostitution avec ses collègues, Rollins est sollicitée par la presse et les médias pour qu'elle pose avec la proxénète, Mme Chang, devant le commissariat et leurs caméras. Après l'avoir mise dans une voiture de police pour la transférer en prison, Rollins est soudainement abattue par un tireur embusqué sous les yeux de ses coéquipiers et des journalistes. Pendant que Fin s'occupe de l'emmener directement à l'hôpital pour stopper son hémorragie, Benson et Amaro foncent sur le toit de l'immeuble où se trouvait le sniper mais, malheureusement, il s'est déjà enfui. Hospitalisée, uniquement blessée à l'épaule, Rollins tente de récupérer de ses forces tandis que ses partenaires inquiets pour sa santé tentent d'identifier l'inconnu qui souhaitait sa mort. Leur unique indice est la balle qui a traversé son corps, impossible à connaître son origine en raison de son état. Dès lors, afin de retrouver le criminel, l'Unité spéciale est persuadée que la maquerelle chinoise a payé un tueur à gages pour éliminer Rollins, responsable de son arrestation. En effet, lors de son enquête sur ses activités illégales, elle a reçu plusieurs menaces qu'elle a cachées aux autres policiers ainsi que celles du dealer de sa sœur Kim, Earl, qui lui en veut d'avoir tué l'un de ses meilleurs clients et parallèlement petit ami de sa cadette, Jeff. Tout compte fait, deux fausses pistes qui ne débouchent sur rien car les suspects ont tous les deux des alibis comme les bookmakers à qui elle doit de l'argent. Leurs investigations prennent une nouvelle tournure lorsqu'un autre flic se fait tirer dessus en pleine rue par la même arme à feu, dont la balistique démontrera qu'elle est sophistiquée et rare. En se rendant au chevet de la victime avec Rollins, Fin rencontre son ancienne cheffe des Stups, le lieutenant Toni Howard, qui lui révèle qu'il s'agit de son propre fils, gravement amoché par le tir qui provoque son décès. Face à cette série d'attaques ciblées, Benson déduit que quelqu'un s'en prend ouvertement à l'entourage de Fin, dont son associée Rollins puis maintenant à son ex supérieure. Désormais, l'Unité spéciale épluche son passé d'infiltré dans la brigade des stupéfiants pour lever le voile sur des dealers qui pourraient se venger contre lui. Aussitôt, accompagné d'Amaro, Fin rend visite à son vieux équipier, Luis, devenu invalide depuis qu'il s'est interposé entre lui et un baron de la drogue, Escobar, dans le passé. En d'autres mots, depuis qu'il s'est sacrifié pour lui, Luis est handicapé et ce dernier lui reproche de l'avoir abandonné et ignoré jusqu'à maintenant, lui divulguant au passage que sa femme est décédée d'un cancer. En outre, il lui présente sa fille de 25 ans, Gloria, qui postule pour travailler dans la police. De ce fait, Benson interroge la petite amie d'Escobar, dont elle a eu un enfant, mais celle-ci lui assure qu'il ne peut pas louer les services d'un tueur depuis sa cellule pour punir Fin de son incarcération, ce qui s'avère être un mensonge car il a appelé un junkie, Pearly, peu de temps avant la tentative de meurtre contre Rollins. Furieux car ce drogué lui a certifié qu'il a renoncé à une tâche proposée par Escobar,Fin le confronte violemment en prison avec Amaro pour lui faire avouer qu'il est le commanditaire des attentats contre les policiers. Au moment où ils disjonctent en essayant de l'éborgner, le directeur leur proclame que sa conjointe, Ana, a été tuée d'une balle dans la tête en ville où elle se promenait avec le petit garçon d'Escobar...

### Épisode 23:Une autre vie
- États-Unis : 15 mai 2013 sur NBC
- France : 19 mai 2014 sur TF1

- États-Unis : 6,48 millions de téléspectateurs[25] (première diffusion)

- Bridget Barkan : Lisa Everly
- Rhys Coiro : Santiago Morales
- Russell Taylor : Charley Landry
- Danielle Lieberman : Maureen Walsh
- Nick Mills : Phil Desapo
- Max Baker : Colin Bennett
- Julian Rozzell Jr. : Jerry
- Tracy Westmoreland : Slick
- Waymon Arnette : Jaspar Baron
- Kerry Butler : Ariel Randolph
- Seamus Davey-Fitzpatrick : Wayne Randolph
- Richard Thomas (acteur) : Nat Randolph
- Tamara Tunie : Docteur Melinda Warner

Lors d'un concert, une jeune femme, Ariel, est accostée par le chanteur d'un groupe et une autre femme qui dansent avec elle. Rapidement, sentant les effets de l’ecstasy que lui a donné l'inconnue, Ariel s'excuse et quitte la salle où se déroule le festival de musique. Le lendemain, dans un parc situé derrière la demeure du maire de la ville, en manque, une joggeuse promenant son bébé surprend ses deux dealers en train de fouiller dans les poches de la fêtarde, retrouvée inconsciente dans une barque échouée sous un petit pont. Dès lors, appelée sur place, l'unité spéciale se rend compte que l'affaire s'avère compliquée car la victime a été dépouillée de tous ses papiers, tel que sa carte d'identité ou de crédit, permettant de l'identifier. De plus, ses vêtements ont été déchirés et son corps est recouvert de morsures ou d'ecchymoses dont des lésions vaginales. Hospitalisée en raison d'une blessure profonde sur le crâne, elle est plongée dans le coma. Son ADN n'est pas répertorié dans les données de la police et elle n'est pas déclarée portée disparue dans les cas de disparitions non élucidées. À l'hôpital, le médecin-légiste Warner annonce à Amaro et Benson qu'elle a sans doute été violée et qu'elle a détecté de l’ecstasy dilué dans son sang. En outre, elle leur indique qu'elle a une hernie recousue avec de l'acier inoxydable, ce qui est rare en Amérique, et qu'ils doivent rechercher dans les fichiers de l'Immigration pour l'identifier avant de leur préciser qu'elle a probablement deux enfants qu'ils doivent prévenir pour leur mère qui a donc subi une agression sexuelle et meurtrière. De leur côté, Rollins et Fin parviennent à faire craquer la joggeuse qui leur confie qu'elle connaît bien les deux trafiquants de drogue, dont un certain Jaspar, car ils lui fournissent des médicaments pour lutter contre le stress dû à sa maternité. Finalement arrêtés dans le parc, et emmenés au poste de police, ils rejettent la faute l'un sur l'autre en prétextant aux enquêteurs qu'ils vendent des pilules fournis par des ordonnances tout en leur certifiant qu'ils n'ont pas violé la victime. Ils l'ont simplement pillée mais Jaspar leur souffle qu'il a vu une carte magnétique, d'un hôtel dont il a retenu le nom et le numéro, à côté d'elle qu'il n'a pas dérobée. Finalement, à l'intérieur de sa chambre, Benson et Amaro la découvrent entièrement saccagée. Parmi de nombreux vêtements de luxe, ils mettent la main sur son passeport canadien. Elle s'appelle Ariel Randolph. Son téléphone portable et sa tablette ont été arrachés à leurs prises. En inspectant son historique internet qu'elle a parcouru sur l'ordinateur de l'hôtel, Benson remarque qu'elle fréquente régulièrement Facebook et qu'elle répertorie tous les concerts de musique se déroulant à New York. En cliquant sur un lien vidéo en direct, qui prouve qu'elle contacte régulièrement la même personne, elle active par erreur un visio avec les deux enfants d'Ariel, des petits garçons vivant au Canada, qui lui demandent où se trouve leur mère...

### Épisode 24:Sans identité
- États-Unis : 22 mai 2013 sur NBC
- France : 26 mai 2014 sur TF1

- États-Unis : 6,66 millions de téléspectateurs[26] (première diffusion)

- Lauren Ambrose : avocate Vanessa Mayer
- Tyler Bunch : Bert Swanson
- Robin de Jesus : Jose Silva
- Katja Gerz : Tilde
- Judith Ivey : Alice Parker
- Lucy Martin : Bitsy Rabler
- Andrea Navedo : Cynthia Mancheno
- Logan Rose Nelms : Astrid
- Pablo Schreiber : William Lewis
- Tamara Tunie : Docteur Melinda Warner
- Dean Winters : Détective Brian Cassidy
- Michael Mastro : Juge Serani
- Ami Brabson : Juge Karyn Blake

Alors que l'équipe de l'Unité spéciale passe du bon temps en famille ou entre collègues lors d'un week-end bien mérité, le détective Rollins en profite pour s'amuser avec son chien dans un parc  mais son jour de repos est soudainement interrompu par des cris de deux femmes touristes qui pourchassent un individu, un certain William Lewis, qu'elles accusent d'exhibition sexuelle d'autant plus qu'il leur aurait tenu des propos obscènes. Leur témoignage est encore plus crédible lorsqu'une photographe, Alice Parker, l'a pris en photo au moment même où il leur dévoilait son sexe et elle l'a également étendu faire des propositions salaces. Aussitôt arrêté, Rollins le ramène au commissariat et elle se rend compte qu'il est impossible de l'identifier formellement car, selon lui, il s'est brûlé les doigts sur une plaque chauffante. Dès lors, Rollins a un mauvais pressentiment sur cet homme louche et appelle toute l'équipe en renfort. Rapidement, d'abord dubitatifs face à cette affaire de trouble à l'ordre public qui met fin à leurs activités personnelles, les enquêteurs vont comprendre qu'ils font face à un prédateur sexuel extrêmement intelligent. Pendant que Cragen interroge Parker qui lui confie ses photographies de Lewis en train de se dénuder devant les étrangères tout en lui écrivant les cochonneries qu'il leur a prononcées, Fin et Rollins s'entretiennent avec elles pour voir si les paroles de Parker concordent avec la leur. Quant à Benson et Amaro, ils confrontent Lewis qui, nargueur et rusé, leur garantit qu'elles ont mal interprété son geste. En d'autres mots, selon sa version, il grattait simplement son entre-jambe et elles ont cru voir son sexe. Concernant Parker, il leur sous-entend qu'elle est obsédée par lui car il fait son footing dans le même environnement où elle exerce sa profession. De plus, il leur explique qu'il est un marginal qui passe de ville en ville en enchaînant les petits boulots et les foyers pour dormir. D'ailleurs, le dernier en date envoie une photographie de sa carte d'identité à l'Unité spéciale et cette preuve confirme qu'il se nomme bien William Lewis. Étonnés par sa faculté de répondre à toutes leurs questions sans être perturbé, Benson et Amaro sont persuadés qu'ils sont tombés sur un type insaisissable, dangereux et qui n'hésite pas à charmer ses interlocuteurs pour mieux les tromper avec ses mensonges. Afin de laisser du temps aux inspecteurs pour fouiller dans son passé, le substitut du procureur Barba tente de le faire condamner pour exhibition mais, secondé par son avocate Vanessa Mayer qui semble être proche de lui, Lewis plaide non coupable. Tout compte fait, avec l'accord du juge qui rappelle à Barba qu'il était prêt à le laisser en liberté s'il purgeait une peine mineure pour son fait grave, ce dernier parvient à obtenir sa libération. Astucieux, Lewis s'avère être doué pour échapper à toute identification de son ADN. Pour le faire condamner, car elle lui a soufflé que Lewis était un exhibionniste récidiviste, Cragen se rend chez Parker pour la convaincre de témoigner contre lui lors de son audience. Or, visiblement déboussolée, celle-ci lui ferme la porte au nez car Cragen ignore que Lewis s'y cache derrière, une arme à feu braquée sur elle... Le lendemain, l'Unité spéciale est alertée par sa voisine qui l'a trouvée ligotée à son lit, battue, violée et marquée au fer... Avant d'être hospitalisée, Parker affirme à Benson que son agresseur n'est d'autre que Lewis. En inspectant l'appartement de la victime, les détectives sont choqués par le désordre et le nombre d'objets qu'il a utilisés pour la torturer, que ce soit avec des cintres ou des mégots de cigarette. Après avoir mis la main sur des cannettes de bière dans son foyer, où un délinquant sexuel connu par les policiers leur révèle que Lewis lui a également calciné la main dans le restaurant où ils travaillaient, semblables à celles décelées chez Parker, Fin et Rollins l'interceptent en pleine rue et, chalengeur, Lewis ne s'oppose pas à son arrestation.